# فلوئورید سیانوژن
فلوئورید سیانوژن (انگلیسی: Cyanogen fluoride) نوعی ترکیب غیرآلی خطی است.